# Anne Barzin
Anne Barzin (Namen, 18 augustus 1975) is een Belgisch politica voor de liberale MR.

## Levensloop
Barzin werd in 1998 licentiate in de rechten aan de UCL. Vervolgens werkte ze van 1998 tot 2000 als assistente publiekrecht aan de Universiteit van Namen.
Ze trad in de politieke voetsporen van haar vader Jean Barzin en werd in 1994 op negentienjarige leeftijd voor de toenmalige PRL verkozen tot gemeenteraadslid van Namen. In 2005 werd ze MR-fractieleidster in de gemeenteraad en sinds 2006 is ze schepen van de stad, waarbij ze onder andere bevoegd werd voor Financiën, Handel en Economie. Ook was ze van 2014 tot 2017 waarnemend burgemeester van Namen, toen titelvoerend burgemeester Maxime Prévot minister in de Waalse Regering was.
Bij de verkiezingen van 1999 werd Barzin verkozen tot lid van de Kamer van volksvertegenwoordigers, waar ze van 2003 tot 2007 secretaris was. Ook was ze van 2001 tot 2002 voorzitster van de PRL-federatie van het arrondissement Namen en ondervoorzitter van de PRL. Begin 2007 verliet Anne Barzin de Kamer om Denis Mathen, die gouverneur van de provincie Namen werd, op te volgen in het Waals Parlement en het Parlement van de Franse Gemeenschap. Ze bleef in beide parlementen zetelen tot in juni 2014. In het Waals Parlement was ze van 2010 tot 2014 ondervoorzitter van de commissie Begroting, Financiën, Werk, Opleiding en Sport en in het Parlement van de Franse Gemeenschap was ze tussen 2009 en 2014 ondervoorzitter van de commissie Internationale Betrekkingen en Europese Aangelegenheden. 
Bij de verkiezingen van mei 2014 werd ze nog herkozen in het Waals Parlement, maar door de enkele jaren eerder aangenomen regeling rond de decumul van mandaten diende Barzin te kiezen tussen haar parlementair mandaat en haar schepenambt in Namen. Ze opteerde voor de tweede functie, maar werd wel gecoöpteerd in de Senaat, waar ze van 2017 tot 2019 fractievoorzitter was voor haar partij. Bij de verkiezingen van mei 2019 was Anne Barzin opnieuw kandidaat voor de Kamer van volksvertegenwoordigers, maar ze werd niet verkozen. Voor de verkiezingen van juni 2024 werd ze lijstduwer van de MR-lijst voor het Europees Parlement, ook deze keer zonder verkozen te geraken.
Barzin was van 2019 tot 2021 eveneens lid van de raad van bestuur van spoorwegbeheerder Infrabel.